# 蒙藏院
蒙藏院，是中华民国北京政府时期的中央机构，负责處理蒙古盟旗、藏区各地方的事务。1928年被国民政府蒙藏委员会取代。

## 历史

### 背景
1911年7月，喀尔喀蒙古四部王公、喇嘛會盟，在庫倫密商外蒙古獨立。1911年10月10日，武昌起義爆發，辛亥革命开始。12月，外蒙古博克多汗国恢复独立。1912年1月1日，南京臨時政府成立，中華民國誕生。2月12日，清朝皇帝溥仪正式逊位，清朝灭亡。3月10日，袁世凱任中華民國臨時大總統。
1912年1月15日，呼倫貝爾部厄魯特旗總管勝福等人武裝攻佔呼倫城，宣布呼倫貝爾獨立，成立隸屬蒙古政府方面的呼倫貝爾自治政府，勝福被任命為參讚大臣、駐呼倫貝爾總督。勝福与新巴爾虎右翼總管車和扎在俄軍配合下多次进攻臚臏府，中方為免与俄军發生武裝衝突，于2月4日將駐軍撤出臚臏府，呼倫貝爾被勝福控制。1月29日，喀喇沁右旗札薩克郡王貢桑諾爾布與日本浪人川島浪速共同谋划組織統一內扎萨克蒙古各旗的機關，策劃內蒙古獨立；2月，科爾沁左翼前旗札薩克郡王棍楚克蘇隆與部分蒙旗王公及官員共商響應外蒙古獨立。
1911年底至1912年初，西藏在辛亥革命時发生骚乱，史称第一次驅漢事件。十三世达赖派达桑占堆秘密潜回西藏，以达赖喇嘛的名义通告西藏各地官员和寺院，组织起一支1万多人的藏军。1912年3月，达桑占堆率军进攻驻江孜的清军。4月初，英国驻亚东商务委员大衛·麥克唐納赶到江孜，调停驻江孜清军交出武器弹药，由西藏噶厦发给路费，经印度回中国内地。随后达桑占堆率军包围驻日喀则清军，在麦克唐纳调停下清军離去。接着达桑占堆在英国支持下率军包围拉萨，与驻拉萨清军激战3个月。4月22日临时大总统袁世凯发布大总统令，重申西藏是中国领土的组成部分，并将按历史定制处理西藏问题，5月10日发布命令任命钟颖为西藏办事长官。随后英国护送达赖自印度返藏，7月30日，应英国要求，尼泊尔王国（廓尔喀）驻藏官员噶卜典（Gabudian）出面调停，钟颖与达桑占堆军队讲和，驻拉萨的钟颖军队交出武器，大部分于9月1日自拉萨启程经印度回内地。钟颖及其卫队也于11月经印度返回中国内地。1912年5月，西藏在英国支持下发动川边战争，进攻川边，不久即被尹昌衡率川军击败，中央政府也在外交上同英国进行了针锋相对的斗争。1913年1月，西藏与外蒙古签订了《蒙藏协定》，相互承认独立地位。《蒙藏协定》的消息使英国非常震惊，担心俄国在西藏加强势力，同时也对中华民国中央政府同西藏噶厦和解的动向感到忧虑，故英国一方面同西藏噶厦订立密约，预备西藏宣言独立后英国保持在西藏的影响，另一方面1913年2月16日又同俄国签订了关于西藏的秘密协约。1913年10月至1914年4月，“中、英、藏三方会议”即西姆拉会议召开，但会议最终破裂。
1912年3月25日，中華民國政府頒布《勸諭蒙藏令》，希望蒙藏人民率循舊俗，作西北屏藩，安心內向；4月13日頒布《勸諭漢、滿、蒙、回、藏各族聯姻令》；21日宣布取消蒙藏回疆等藩屬名稱，撤銷清朝理藩部，凡蒙藏回疆各地方行政事俱歸中華民國內務部接管；設綏遠城將軍，監督節制歸綏道所屬12撫民廳、烏蘭察布盟6旗、伊克昭盟7旗以及土默特旗，不久歸綏道改為歸綏觀察使，所屬12撫民廳均改成縣。

### 机构沿革
中华民国初年，蒙藏事务仍由清朝留下的理藩部管理，大政方针由具临时政府性质的民国筹备处决定。清帝溥仪逊位时，北京设临时筹备处。民国元年（1912年）三月初七日，临时大总统袁世凯命令：“理藩部正首领达寿，因病不克进署，恳请另委接替等语。理藩部正首领委任荣勋兼管。此令。”袁世凯就任临时大总统后，撤销理藩部，将蒙藏政务移交内务部管理，1912年4月22日为此颁发大总统令称：
“现在五族共和，凡蒙、藏、回疆各地方，同为我中华民国领土，则蒙、藏、回疆各民族，即同为我中华民国国民。此后，蒙、藏、回疆等处，自应统筹规划，以谋内政之统一，而冀民族之大同。民国政府于理藩不设专部，原系视蒙、藏、回疆与内地各省平等，将来各该地方一切政治，俱属内务行政范围，现在，统一政府业已成立，其理藩院事务，著即归并内务部接管。其隶于各部之事，仍归划各部管理。在地方制度未经划一规定以前，蒙、藏、回疆应办事宜，均各仍照向例办理。”
1912年5月，內務部下設蒙藏事務處。蒙、藏、回疆事务归内务部后，内务部想增一位次长。1912年6月12日，参议院的议案“大总统交议修改官制通则”由法制股审查长报告，说明了审查会否决内务部增加次长的理由，并就设置蒙藏事务局的必要性及其规格向参议院说明：
“蒙藏事务的办法，以后尤要主张积极。《约法》上规定，五族人民平等。但是，藏族的文化上、经济上、教育上，与内地恐不能一致，所以须要积极主义，方可发展蒙藏的事务，然后才可为蒙藏同胞谋幸福，才可以达到五族人民平等的目的，所以决定另设特别机关，专营蒙藏事务，并非对于蒙藏有特别的政策，实在因为注重蒙藏事务起见，不得不然。其机关取名为蒙藏事务局，直隶于国务总理。”
该议案经参议院议决通过，由参议院咨请大总统，同日大总统交参议院议蒙藏事务局官制案。参议院议决通过后，7月24日大总统令公布《蒙藏事务局官制》，正式成立蒙藏事务局，该官制第一条规定：“蒙藏事务局直隶于国务总理，管理蒙藏事务。”7月29日，政府任命姚锡光为蒙藏事务局副总裁，暂兼署总裁。8月5日内务部通告，概不接受关于蒙藏的文件，此为蒙藏事务脱离内务部的开始。蒙藏事务局暂设北京东单牌楼苏州胡同，姚锡光副总裁于当天接收视事。9月4日，国务院颁发汉、蒙、藏三体文字“蒙藏事务局”新印一颗，于5日启用。9月9日大总统令任命贡桑诺尔布为蒙藏事务局总裁，他于16日到任视事。10月28日，姚锡光副总裁奉使宣抚口北。大总统令任命荣勋署蒙藏事务局副总裁，荣勋于10月31日到任视事。蒙藏事务局于11月18日从苏州胡同迁入前理藩部旧署办公。与此同时，总裁、副总裁呈请大总统袁世凯任命了一批顾问、参事、全事等。另外依照《蒙藏事务局官制》，“蒙藏事务局附设蒙藏研究会，掌研究、调查蒙藏一切事宜”。
1912年8月19日中華民國政府頒布《蒙古待遇條例》，不以藩屬待蒙古，保留蒙古王公原管轄權，照舊承襲世爵封號，從優支給世爵俸餉；9月20日頒《加進實讚共和之蒙古各札薩克王公封爵》令，沿襲清制；設熱河都統，監督節制卓索圖盟7旗，昭烏達盟12旗及境內14個府縣；設察哈爾都統，統轄察哈爾左、右翼八旗以及4牧群，監督節制錫林郭勒盟10旗；哲里木盟10旗歸蒙藏事務局管轄，並受東三省監督節制，其中郭爾羅斯後旗、扎賚特旗、杜爾伯特旗受黑龍江省監督節制，郭爾羅斯前旗受吉林省監督節制，科爾沁6旗受奉天省監督節制；阿拉善旗、額濟納旗受蒙藏事務局管轄，同時受寧夏護軍使節制。8月20日，科爾沁右翼前旗札薩克郡王烏泰發布《東蒙古獨立宣言》且舉兵；科爾沁右翼後旗札薩克鎮國公拉喜敏珠爾起兵響應。東三省官軍随即出兵讨伐，烏泰、拉喜敏珠爾敗逃外蒙古。1912年11月，蒙藏事務局呈請大總統袁世凱批准，將清朝景山宗室覺羅三學及清理藩部所設蒙古學堂合並成立蒙藏學校。 
1914年5月4日，蒙藏事务局改为蒙藏院，与各部并列，直隶大总统。设总裁、副总裁、参事、司长等官职。
1928年6月，南京国民政府北伐后，北洋军阀主导的安国军政府解体。7月11日，国民党设立蒙藏委员会取代蒙藏院，隸屬行政院。1929年2月，蒙藏委員會正式成立:18。

## 历任总裁
| 名字         | 就任日期       | 离任日期  | 备注                                |
| ------------ | -------------- | --------- | ----------------------------------- |
|              |                |           |                                     |
| 姚錫光       | 1912年7月29日  |           | 蒙藏事务局副总裁暂署总裁            |
| 贡桑诺尔布   | 1912年10月16日 | 1922年4月 | 蒙藏事务局总裁，1914年5月改為蒙藏院 |
| 熙彥         | 1922年4月      | 1922年8月 |                                     |
| 塔旺布里甲拉 | 1922年8月      | 1923年2月 |                                     |
| 贡桑诺尔布   | 1923年2月      |           | 复任，直到北洋政府结束              |